# Міжштатна автомагістраль 85
Міжштатна автомагістраль 85 (Interstate 85, I-85) — головна міжштатна автомагістраль на південному сході США. Його південна кінцева станція знаходиться на розв'язці з I-65 у Монтгомері, штат Алабама, її північна розв'язка перетинається з I-95 у Пітерсберг, штат Вірджинія, поблизу Річмонда. Номінально вона спрямована з півночі на південь, оскільки має непарне число, але фізично він орієнтований на північний схід-південний захід і охоплює більший проміжок зі сходу на захід, ніж з півночі на південь. У той час як більшість міжштатних магістралей, які закінчуються на «5», є пересіченими, I-85 — це переважно регіональний маршрут, який обслуговує п’ять південно-східних штатів: Вірджинія, Північна Кароліна, Південна Кароліна, Джорджія та Алабама. Основні столичні райони, які обслуговує I-85, включають Великий Річмондський регіон у Вірджинії, Дослідницький трикутник, П’ємонтську тріаду та столичні регіони Шарлотти в Північній Кароліні, північній частині штату Південна Кароліна, столичний район Атланти в Джорджії та столичний район Монтгомері в Алабамі. Є плани продовжити I-85 уздовж коридору US 80 до Міссісіпі. Через його діагональний характер частини I-85 розташовані на захід від I-75, що виводить I-85 з межштатної мережі.

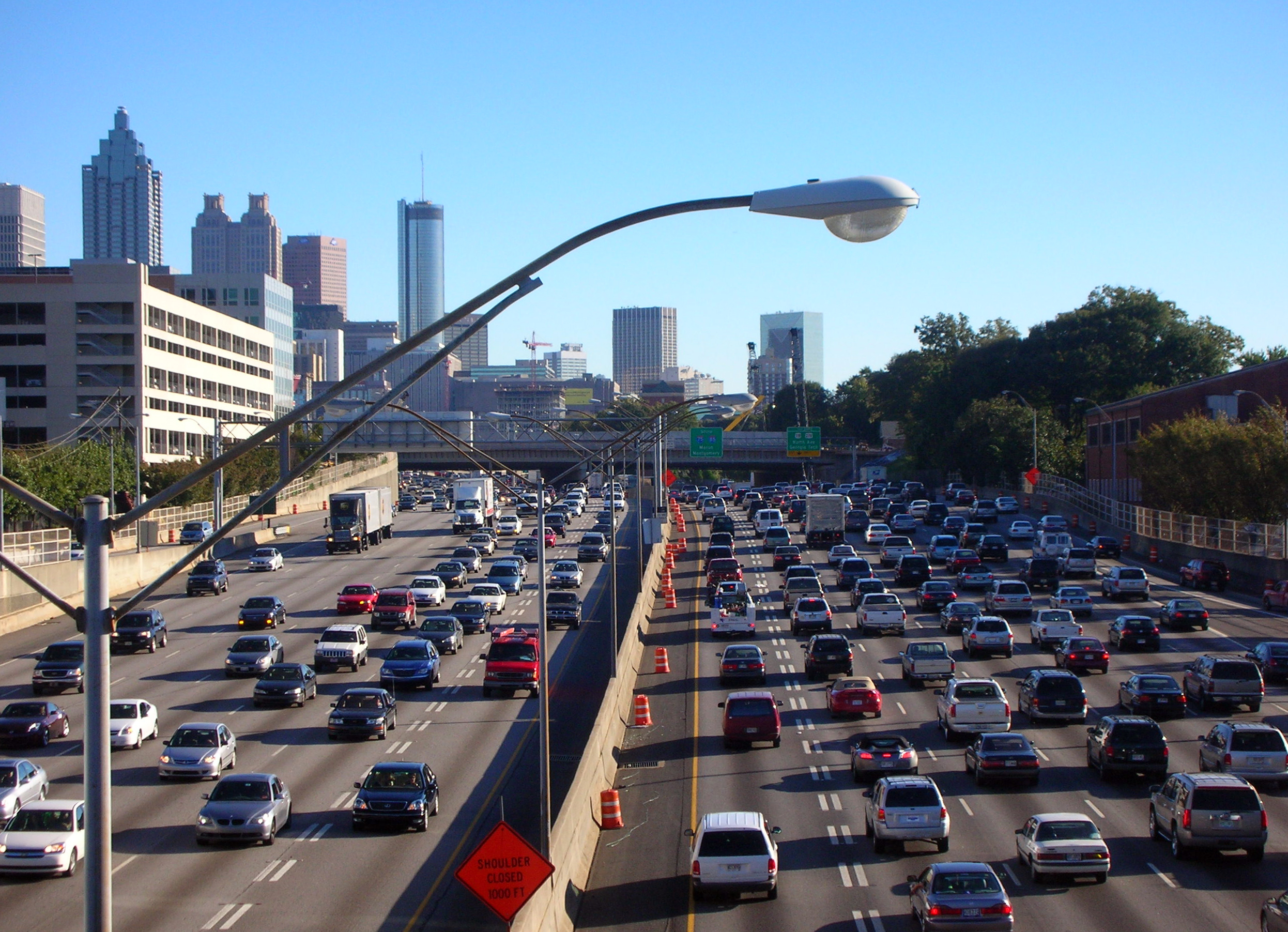
Автострада 85 на перетині I-75 в Атланті, штат Джорджія